# KOOL
KOOL 是一個美國薄荷煙專門品牌，其售賣的香煙由英美煙草公司生產。在香港，煙民一般以包裝上的企鵝及鮮艷的包裝顏色來辦認KOOL品牌。

## 品牌歷史
KOOL品牌由布朗威廉姆森公司於1933年創立並售賣無濾嘴香煙。
日本流傳KOOL這個名稱由來，是Keep Only One Love的縮寫。因為KOOL曾在其產品中附上宣傳小咭，入面的標語「一つの恋を貫き通す」翻譯成英文就是Keep Only One Love。也有人說它是“Kiss Only One Lady”、“Kick Out Old Lady”的縮寫，但未被證實。
KOOL長年在日本吸煙市場穩佔一席，更在2020年，以KOOL Looped雪茄煙系列進入第一個日本以外的亞洲市場 - 香港，並以日本國內包裝吸引年輕消費者市場。

## 製作
KOOL全線產品均為薄荷味，而其成份都加入了北海道薄荷，以提升冰感和香味。
在香港售賣的KOOL產品均由日本入口，因此包裝使用日本版健康忠告及煙支。

## KOOL
現時KOOL在香港銷售KOOL Looped雪茄煙系列。產品包括：